# Dover (Tennessee)
Dover is een plaats (city) in de Amerikaanse staat Tennessee, en valt bestuurlijk gezien onder Stewart County.

## Demografie
Bij de volkstelling in 2000 werd het aantal inwoners vastgesteld op 1442.
In 2006 is het aantal inwoners door het United States Census Bureau geschat op 1537, een stijging van 95 (6.6%).

## Geografie
Volgens het United States Census Bureau beslaat de plaats een oppervlakte van
10,1 km², waarvan 9,8 km² land en 0,3 km² water. Dover ligt op ongeveer 126 m boven zeeniveau.

## Plaatsen in de nabije omgeving
De onderstaande figuur toont nabijgelegen plaatsen in een straal van 36 km rond Dover.